# Шерокопас
Шерокопас (пол. Szerokopas, нім. Scherokopaß) — село в Польщі, у гміні Хелмжа Торунського повіту Куявсько-Поморського воєводства.
Населення — 104 особи (2011).
У 1975-1998 роках село належало до Торунського воєводства.

## Демографія
Демографічна структура станом на 31 березня 2011 року:
|          | Загалом | Допрацездатний вік | Працездатний вік | Постпрацездатний вік |
| -------- | ------- | ------------------ | ---------------- | -------------------- |
| Чоловіки | 47      | 5                  | 39               | 3                    |
| Жінки    | 57      | 8                  | 37               | 12                   |
| Разом    | 104     | 13                 | 76               | 15                   |